# Augustin de Macarty
Augustin François de Macarty, né le 10 janvier 1774 à La Nouvelle-Orléans et mort le 16 octobre 1844, est un maire de La Nouvelle-Orléans en Louisiane.
Augustin François de Macarty était le fils d'Augustin Guillaume Macarty, mousquetaire du roi, élevé au rang de Chevalier de Saint-Louis et de Jeanne Chauvin de Léry, tous les deux membres de familles anciennes et très honorées établies en Nouvelle-France et notamment en Louisiane française.
Augustin François de Macarty eut un fils, Louis Barthélémy Macarty qui fut secrétaire d'État du gouverneur de la Louisiane, William C. C. Claiborne. Il était le cousin issu de germain de Delphine Lalaurie, née Marie-Delphine Macarty, une mondaine accusée de meurtres.
Augustin François de Macarty fut élu maire de La Nouvelle-Orléans le 4 septembre 1815 après la démission de Nicolas Girod de son second mandat. Il assuma la charge de maire jusqu'au 13 mai 1820.
Sous son mandat municipal, il favorisa le développement culturel dans la ville, notamment avec l'ouverture de théâtres et la venue de troupes de comédiens depuis la France. La ville mit en place un système d'adduction d'eau gérée par la vapeur.
Entre 1815 et 1820, la population de La Nouvelle-Orléans passa 33 000 à 41 000 habitants.